# Chris Martin (baseball)
Pour les articles homonymes, voir Chris Martin (homonymie) et Martin.
Chris Martin (né le 2 juin 1986 à Arlington, Texas, États-Unis) est un lanceur de relève droitier de baseball. 
Il joue dans la Ligue majeure de baseball en 2014 et 2015 avant de rejoindre pour 2016 et 2017 les Hokkaido Nippon Ham Fighters de la Ligue Pacifique du Japon.

## Carrière
Chris Martin connaît une route peu commune vers le baseball majeur. Joueur à l'école secondaire d'Arlington puis dans un collège communautaire de Waco au Texas, il est choisi au repêchage amateur par deux clubs de la MLB sans signer de contrat avec l'un d'eux. Les Tigers de Détroit le sélectionnent en 18e ronde en 2004, puis les Rockies du Colorado le nomment au 21e tour de sélection en 2005. Sans contrat, il se joint aux Cats de Fort Worth de l'United Baseball League, une ligue indépendante de baseball. Il ne lance jamais pour les Cats car il se blesse à l'épaule et choisit d'abandonner le baseball. Cinq ans plus tard, alors qu'il est employé dans un entrepôt d'Arlington pour la compagnie Texas Appliance et qu'il joue dans une ligue de baseball amicale de la région, il tente de nouveau sa chance dans le baseball indépendant. Il impressionne le gérant Pete Incaviglia, des AirHogs de Grand Prairie, une équipe de l'Association américaine. Il n'y joue que 13 parties en 2010 et, avec l'aide d'Incaviglia, est l'année suivante est sous contrat avec les Red Sox de Boston de la MLB. Martin joue 3 saisons en ligues mineures dans l'organisation des Red Sox, joignant leur club-école de niveau Triple-A, les Red Sox de Pawtucket, en cours de saison 2013. Le 18 décembre 2013, les Red Sox échangent Martin et le releveur gaucher Franklin Morales aux Rockies du Colorado contre le joueur de champ intérieur Jonathan Herrera.
Après avoir débuté 2014 chez les Sky Sox de Colorado Springs, club-école Triple-A des Rockies, Chris Martin obtient à l'âge de 27 ans sa première chance dans les majeures. Il joue son premier match comme lanceur de relève pour les Rockies du Colorado le 26 avril 2014 face aux Dodgers de Los Angeles. Il joue 16 matchs des Rockies en 2014, réussit 14 retraits sur des prises mais accorde 12 points mérités en 15 manches et deux tiers lancées. 
Le 13 janvier 2015, les Rockies vendent le contrat de Martin aux Yankees de New York.
Chris Martin est un lanceur de grande taille qui mesure 2 mètres (6 pieds et 7 pouces).
En 2016 et 2017, Martin joue pour les Hokkaido Nippon Ham Fighters de la Ligue Pacifique du Japon. Sa moyenne de points mérités n'est que de 1,07 en 50 manches et deux tiers à sa première saison, puis 1,19 en 37 manches et deux tiers à sa deuxième année.
Le 15 décembre 2017, il signe un contrat avec les Rangers du Texas de la Ligue majeure de baseball.